# Górka Połonka
Górka Połonka (ukr. Гірка Полонка) – wieś położona na Ukrainie, w rejonie łuckim, w obwodzie wołyńskim, w 2024 r. liczyła 3044 mieszkańców.
W czasie kampanii wrześniowej stacjonowała tu 13 Eskadra Towarzysząca.